# Cappelle del Sacro Monte di Varallo

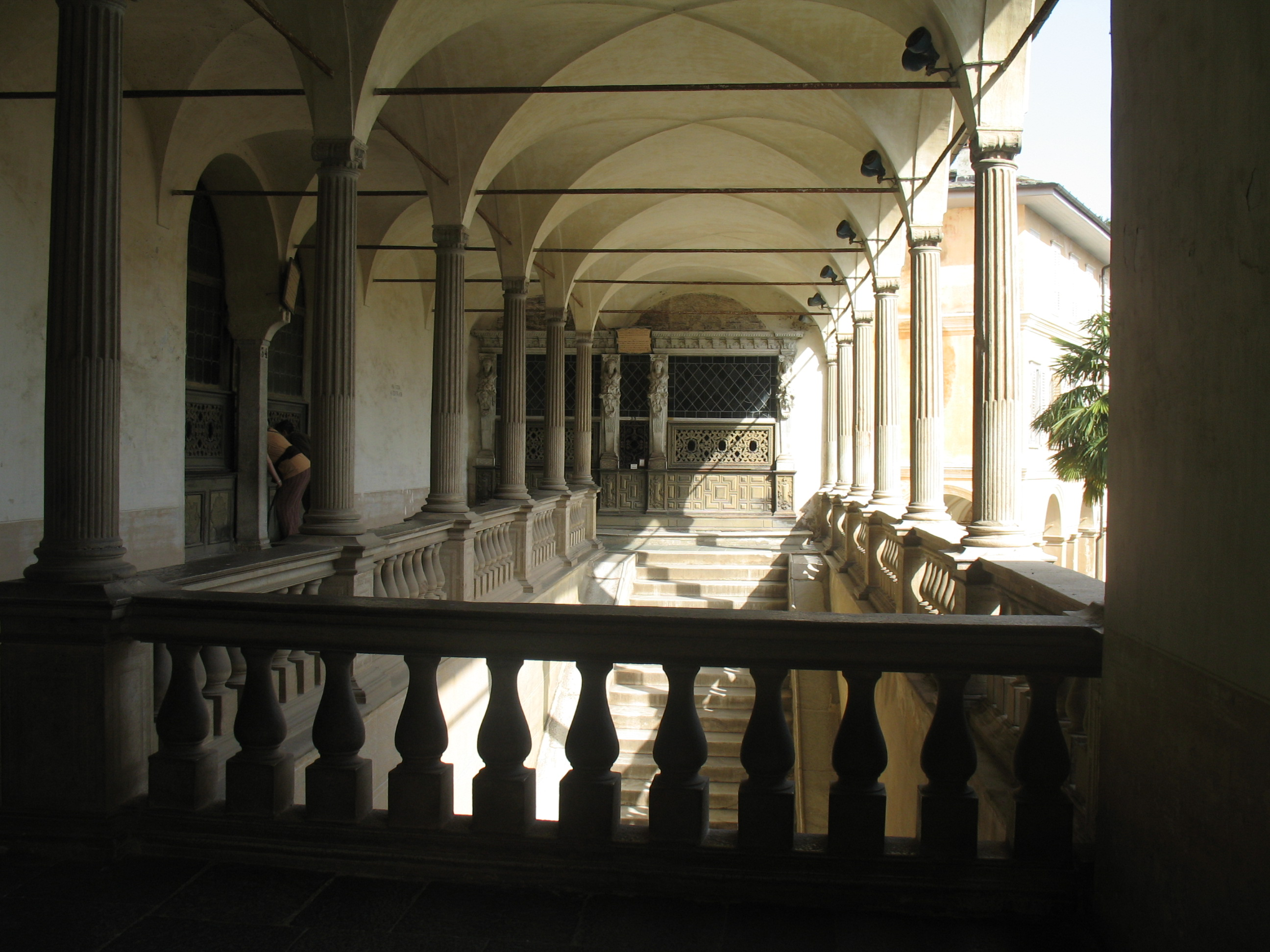
La Scala Santa

La struttura del Sacro Monte di Varallo - data dalla basilica dell'Assunta e da quarantacinque cappelle - è suddivisa in due zone: una prima si snoda in salita tra gli alberi di un bosco; la seconda si dispiega come una sorta di tessuto urbano di una città della Palestina al tempo di Gesù, denominata "la Nuova Gerusalemme".
Oltrepassata la Porta Aurea si transita davanti ai palazzi con porticato, posti di fronte alla basilica ed attorno alla piazza del Tempio, la piazza religiosa raggiungibile anche dalla Scala Santa, ove è posta una fontana di inizio XVI secolo i cui zampilli ricordano simbolicamente le piaghe del Signore; poco distante si trova la piazza dei Tribunali, ovvero la piazza civile, con le corti di giustizia romane ed ebraiche.
Lungo il percorso si snodano le seguenti quarantacinque cappelle:
1. Il Peccato originale
2. L'Annunciazione
3. La Visitazione
4. Il sogno di san Giuseppe
5. I Magi a Betlemme
6. La Natività
7. Adorazione dei pastori
8. Presentazione di Cristo al Tempio
9. L'Angelo avvisa san Giuseppe di fuggire in Egitto
10. La fuga in Egitto
11. La Strage degli innocenti
12. Battesimo di Gesù
13. La tentazione di Cristo
14. La samaritana
15. La guarigione del paralitico
16. Gesù risuscita il figlio della vedova di Naim
17. La Trasfigurazione
18. La Risurrezione di Lazzaro
19. L'entrata trionfale in Gerusalemme
20. L'Ultima Cena
21. Gesù nell'Orto degli Ulivi
22. Gesù sveglia gli apostoli
23. La cattura di Gesù
24. Gesù al tribunale di Anna
25. Gesù al tribunale di Caifa
26. Il pentimento di san Pietro
27. Gesù davanti al tribunale di Pilato
28. Gesù davanti ad Erode
29. Gesù al tribunale di Pilato
30. La Flagellazione
31. La Coronazione di spine
32. Gesù sale la scala del Pretorio
33. Ecce Homo
34. Pilato si lava le mani
35. Gesù condannato a morte
36. La salita al Calvario
37. Gesù inchiodato alla croce
38. Morte di Gesù
39. Deposizione dalla croce
40. Lamentazione sul Cristo morto
41. Gesù deposto nella Sindone
42. Cappella a ricordo di Bernardino Caimi
43. Il Santo Sepolcro
44. Fontana
45. Basilica

## Le cappelle
(Nota: le date relative alla costruzione delle cappelle sono indicative; le immagini si riferiscono in diversi casi a scorci o particolari dell'interno delle varie cappelle)
| n.      | Epoca di edificazione | Soggetto della cappella                           | Descrizione | Immagine                                  |
| ------- | --------------------- | ------------------------------------------------- | --- | ----------------------------------------- |
| I       | 1565-1566             | Il Peccato originale                              | Cappella edificata su progetto di Galeazzo Alessi. Fra le statue del Tabacchetti (realizzate fra il 1597 ed il 1598) e di Michele Prestinari (del 1594) campeggiano quelle di Adamo ed Eva; gli affreschi esterni sono dei fratelli Rovere detti i Fiamminghini (1604-1605), quelli interni di Francesco Burlazzi (1885-1886). Gli stucchi sono dovuti ai fratelli De Mangone (1583). | Il peccato originale                      |
| II      | 1515                  | L'Annunciazione                                   | La cappella fu edificata originariamente come Santa Casa di Loreto. Le statue in legno sono di Gaudenzio Ferrari (1505-1510), gli affreschi, del 1572, sono di pittore anonimo. | L'Annunciazione                           |
| III     | 1543                  | La Visitazione                                    | Le statue contenute nella cappella sono dovute forse al Tabacchetti e a Giovanni d'Enrico e sono risalenti ai primi anni del XVII secolo; ugualmente, gli affreschi sono attribuiti a Giulio Cesare Luini e a Fermo Stella; risalgono agli anni 1544-1545. La decorazione è stata rifatta a fine Ottocento da Andrea Bonini. | La Visitazione                            |
| IV      | 1603-1604             | Il sogno di san Giuseppe                          | Questa cappella fu costruita nel portichetto gaudenziano del 1510-1515; ha statue di Giovanni d'Enrico del 1605-1606 e decorazioni di Giuseppe Braziano e Lucrezio Regaldi di epoca recente (1927). | Il sogno di san Giuseppe                  |
| V       | 1519-1525             | I Magi a Betlemme                                 | Affresco e statue in terracotta policroma di Gaudenzio Ferrari e collaboratori (1525-1528). | I Magi a Betlemme                         |
| VI      | XV secolo             | La Natività                                       | La cappella fu costruita alla fine del secolo sotto la guida dello stesso ideatore del Sacro Monte. Riproduce la grotta di Betlemme, con statue del Ferrari (1515 ca.) | La Natività, particolare di San Giuseppe  |
| VII     | XV secolo             | Adorazione dei pastori                            | Anche questa cappella fu edifica sotto la guida di Caìmi. Le statue del Ferrari datano 1513-1515. |                                           |
| VIII    | 1515-1516             | Presentazione di Cristo al Tempio                 | Cappella edificata dal Ferrari, con statue ed affreschi dello stesso autore risalenti al medesimo periodo. | Presentazione di Cristo al Tempio         |
| IX      | 1566-1567             | L'Angelo avvisa san Giuseppe di fuggire in Egitto | Sono di ignoto scultore milanese le statue dell'Angelo e di San Giuseppe, mentre di Ferrari sono quelle della Madonna e del Bambino, tutte del 1572. Gli affreschi che decorano la cappella sono attribuiti a Giulio Cesare Luini e risalgono all'anno successivo. |                                           |
| X       | 1578-1582             | La fuga in Egitto                                 | La cappella fu realizzata su progetto di Galeazzo Alessi: ha statue del 1581 circa di autore anonimo ed affreschi ottocenteschi di Francesco Burlazzi. |                                           |
| XI      | 1586-1588             | La Strage degli innocenti                         | La cappella fu fatta erigere da Enrico d'Enrico di Alagna Valsesia. Le terrecotte policrome sono di Giacomo Paracca detto il Bargnola, da Valsolda (1588-1589), e di Michele Prestinari, 1590 e 1593-1594. Gli affreschi sono dei Fiamminghini (1590-1598), e sono stati restaurati nel 1956 da Emilio Contini. | Strage degli innocenti                    |
| XII     | 1575                  | Battesimo di Gesù                                 | È decorata con gli affreschi di Gabriele Bossi e contiene statue di ignoto milanese del 1581 circa. |                                           |
| XIII    | XVI secolo            | La tentazione di Cristo                           | La cappella era inizialmente destinata a contenere le raffigurazioni della Cattura e della Salita al calvario. Fu dedicata alle Tentazioni intorno al 1580. La statua del Cristo e quella del Tentatore sono di anonimo scultore di area milanese; datano anch'esse ca. 1580. | La tentazione di Cristo                   |
| XIV     | 1573-1574             | La samaritana                                     | Le statue di questa cappella sono di scultore ignoto di area milanese (ca. 1580); gli affreschi sono attribuiti a Gian Giacomo Testa e risalgono al medesimo periodo. | La samaritana                             |
| XV      | 1572                  | La guarigione del paralitico                      | Progettata dall'Alessi, fu modificata intorno al 1615 da Giovanni d'Enrico; ha statue dello stesso d'Enrico ed affreschi di Cristoforo Martinolio detto il Rocca. |                                           |
| XVI     | 1572                  | Gesù risuscita il figlio della vedova di Naim     | Ci vollero circa dodici anni per completare questa cappella, progettata dall'Alessi; conserva statue di Bartolomeo Badarello del 1587-1589, ed affreschi attribuiti a Domenico Alfano, dello stesso periodo. |                                           |
| XVII    | 1572                  | La Trasfigurazione                                | Sorge su una preesistente cappella dell'Ascensione e fu terminata nel 1665. Il corpus artistico è dato da statue di Gaudenzio Soldo, Giacomo Ferro e P.F. Petera, tutte del Seicento; gli affreschi sono dei fratelli Giovanni e Giuseppe Danedi, detti i Montaldi. | La Trasfigurazione                        |
| XVIII   | 1580                  | La Risurrezione di Lazzaro                        | In questa cappella sono presenti statue policrome attribuite a Bartolomeo Badarello e a Michele Prestinari: le prime risalgono all'epoca di edificazione del luogo di culto; le seconde sono posteriori di circa quindici anni. Gli affreschi sono di Gian Giacomo Testa. | La resurrezione di Lazzaro                |
| XIX     | 1580                  | L'entrata trionfale in Gerusalemme                | Contiene statue di Bartolomeo Badarello del 1580 circa e di Giuseppe Arrigoni, del 1722; gli affreschi sono di Giangiacomo Testa, Antonio Borsetti e Giovanni Avondo. |                                           |
| XX      | XV secolo             | L'Ultima Cena                                     | Statue in legno policromo e rivestito di stoffa di autore ignoto, fine XV secolo; tavolo di scultore piemontese con nature morte attribuite a Giovanni d'Enrico; affreschi e decorazioni di Antonio Orgiazzi. | Ultima cena                               |
| XXI     | XV secolo             | Gesù nell'Orto degli Ulivi                        | Ricostruita in epoca successiva, la cappella - presso cui sostò in preghiera san Carlo Borromeo - ha statue del d'Enrico ed affreschi dell'Orgiazzi. |                                           |
| XXII    | 1606                  | Gesù sveglia gli apostoli                         | Statue di Giovanni d'Enrico (1608) ed affreschi di Paolo Emilio Morgari (1865). | Gesù sveglia gli Apostoli (part.)         |
| XXIII   | XVI secolo            | La cattura di Gesù                                | Questa cappella cambiò ubicazione all'inizio del XVII secolo. Ha statue lignee del primo Cinquecento ed altre del Seicento di d'Enrico. Gli affreschi sono dovuti a Melchiorre d'Enrico e sono anch'essi seicenteschi. | La cattura di Gesù                        |
| XXIV    | 1737                  | Gesù al tribunale di Anna                         | È una delle cappelle più recenti e fu progettata da G.B. Morondi; ha statue di Antonio Tantardini di Valsassina (1742-1743) e di Giovanni Battista Bernero (1776); gli affreschi, del 1765, sono di Sigismondo Betti. | Gesù al tribunale di Anna                 |
| XXV     | 1614-1618             | Gesù al tribunale di Caifa                        | Disegnata da Giovanni d'Enrico, ha statue dello stesso artista ed affreschi di Cristoforo Martinolio. | Cappella XXV - Gesù al tribunale di Caifa |
| XXVI    | 1630-1635             | Il pentimento di san Pietro                       | Presenta statue di Giovanni Enrico realizzate nel biennio 1638-1639, gli affreschi sono di Cristoforo Martinolio e datano 1642. | Il pentimento di San Pietro               |
| XXVII   | XVII secolo           | Gesù davanti al tribunale di Pilato               | Statue di Giovanni d'Enrico (1615-1616) e affreschi di Tanzio da Varallo (1616-1617). | Gesù davanti al tribunale di Pilato       |
| XXVIII  | 1619                  | Gesù davanti ad Erode                             | I disegni di questa cappella sono di Giovanni d'Enrico che fornì, nel 1627 circa, le statue; gli affreschi sono del Tanzio. | Piazza dei tribunali: Cappella XXVIII     |
| XXIX    | 1610                  | Gesù al tribunale di Pilato                       | Affrescata da Giovanni e Girolamo Grandi (1670), per la parte architettonica, e da Pier Francesco Gianoli (1678-1679) per quella figurativa, ha statue di Giovanni d'Enrico e Giacomo Ferro risalenti al 1629 circa. | Gesù al tribunale di Pilato               |
| XXX     | XVII secolo           | La Flagellazione                                  | Terracotta policroma di Giovanni d'Enrico (ca. 1615); affreschi di Cristoforo Martinolio detto il Rocca (1620). | Flagellazione                             |
| XXXI    | XVII secolo           | La Coronazione di spine                           | Statue di Giovanni d'Enrico (1607); gli affreschi sono di Gian Giacomo Testa e Melchiorre d'Enrico (1614). | Derisione di Cristo                       |
| XXXII   | 1602-1627             | Gesù sale la scala del Pretorio                   | Di Gaudenzio Ferrari sono le statue in legno del Cristo e di uno degli sgherri: provengono dall'antica cappella Salita al Calvario. Le altre sono dovute alla bottega di Giovanni d'Enrico e risalgono al 1635 circa. | Salita al Pretorio                        |
| XXXIII  | 1605                  | Ecce Homo                                         | Le statue in terracotta policroma furono realizzate da Giovanni d'Enrico (1608-1609); gli affreschi da Pier Francesco Mazzucchelli detto il Morazzone (1609-1610). | Ecce Homo                                 |
| XXXIV   | 1610                  | Pilato si lava le mani                            | Interna al Palazzo di Pilato, ha statue di Giovanni d'Enrico datate 1617; gli affreschi sono di Antonio d'Enrico detto il Tanzio (1628-1630). | Pilato si lava le mani                    |
| XXXV    | 1610                  | Gesù condannato a morte                           | Statue di Giovanni d'Enrico (1609-1610) ed affreschi di Pier Francesco Mazzucchelli (1614). | Gesù condannato a morte                   |
| XXXVI   | 1589                  | La salita al Calvario                             | Statue del Tabacchetti e Giovanni d'Enrico (1599-1600); affreschi di Pier Francesco Mazzucchelli (1607-1608). | La salita al Calvario                     |
| XXXVII  | 1630-1635             | Gesù inchiodato alla croce                        | Statue di Giovanni d'Enrico e Giacomo Ferro (1635-1637). | Gesù inchiodato alla croce                |
| XXXVIII | 1519-1520             | Morte di Gesù                                     | Le statue e gli affreschi, nonché il crocefisso sono del Ferrari (1520-1523 i primi, 1510 l'ultimo). |                                           |
| XXXIX   | XVII secolo           | Deposizione dalla croce                           | Statue di Giovanni d'Enrico e Giacomo Ferro (1637-1638) ed affreschi di Melchiorre Gilardini detto il Ceranino (1641-1642). | Deposizione dalla croce                   |
| XL      | XV secolo             | Lamentazione sul Cristo morto                     | Costruita alla fine del secolo sotto la guida di fra Bernardino Caimi, in origine questa cappella rappresentava la Spogliazione delle vesti, soggetto cui si richiamano gli affreschi. Solo in seguito fu destinata alla Pietà. Le statue sono di Giovanni d'Enrico (ca. 1635), gli affreschi di Ferrari. | Lamentazione di Cristo                    |
| XLI     | XV secolo             | Gesù deposto nella Sindone                        | Costruita alla fine del secolo, questa cappella presenta statue dello scultore di area milanese Luigi Marchesi (1826); gli affreschi - anch'essi ottocenteschi - sono del pittore Pier Celestino Gilardi. | Gesù deposto nella Sindone                |
| XLII    | XV secolo             | Cappella a ricordo di Bernardino Caimi            | La quarantaduesima cappella non fa parte del ciclo riguardante vita, Passione e morte di Gesù in cui si articola il percorso delle cappelle del Sacro Monte, ma ricorda semplicemente il luogo in cui il beato Bernardino Caìmi celebrò la prima messa all'interno del complesso da lui voluto ed ideato. Un affresco del Gilardi (1880) descrive la morte di Francesco d'Assisi. | Padre Bernardino Caimi                    |
| XLIII   | 1491                  | Il Santo Sepolcro                                 | La prima cappella fatta costruire dal beato Bernardino Caimi rappresenta il Santo Sepolcro di Gerusalemme. In essa viene venerato il Cristo morto, raffigurato da una statua in legno di Gaudenzio Ferrari. I dipinti che decorano il luogo sacro sono dei fratelli Bacchetta e risalgono al 1944. All'esterno, due piccole nicchie contengono una il teschio del religioso e l'altra una roccia del Sepolcro di Cristo. Completano l'insieme di opere d'arte poste all'interno una statua della Maddalena del Ferrari e un angelo che annuncia la Resurrezione di Cristo. Il più vasto oratorio risale al periodo 1705-1707 ed ha affreschi e dipinti di Tarquinio Grassi e di Antonio Lucini, oltre a decorazioni del medesimo periodo, opera di Francesco Leva. | Il Santo Sepolcro · Volta dell'oratorio   |
| XLIV    | 1510                  | Fontana                                           | Questa cappella è rappresentata dalla fontana in pietra e ferro battuto che campeggia al centro della piazza della Basilica. Fu ricavata da un monolito presente sul posto ed è sormontata dalla statua del Cristo risorto, opera recente dello scultore Augusto Farinoni. I cinque getti d'acqua simboleggiano le Cinque piaghe del Redentore, fonte di Grazia. | La Fontana, come Cappella XLIV            |
| XLV     | Epoche diverse        | Basilica                                          | L'ultima cappella è data dalla basilica a navata unica, edificata gradualmente in epoche differenti per la glorificazione di Maria, madre di Gesù, qui raffigurata in affreschi e statue nel coro che circonda il monumentale altare maggiore. Ha opere di artisti diversi, con decorazione della navata di Francesco Leva (1714). | La #Basilica dell'Assunta                 |